# Trolejbusy w Rimini
Trolejbusy w Rimini − znane również jako linia trolejbusowa Rimini–Riccione to system komunikacji trolejbusowej łączący włoskie miasto Rimini z sąsiadującym nadmorskim kurortem Riccione. 
Trolejbusy w mieście uruchomiono 1 lipca 1939; w 2021 roku zainstalowano drugą linię Metromare. Obecnie sieć liczy 22 km.

## Linie
W Rimini i Riccione istnieje jedna linie trolejbusowa:
- 11: Rimini San Girolamo − Riccione Terme
- Metromare: Stacja Rimini - Stacja Riccione

## Tabor
Od 2010 w eksploatacji znajduje się 6 trolejbusów Van Hool AG 300T, które są oznaczone nr od 6500 do 6505. Wcześniej eksploatowano trolejbusy Volvo B59-59/ Mauri/ Ansaldo z lat 1975−1977.